# Статистична оцінка
Статистичні оцінки — це статистики, що використовуються для оцінювання невідомих параметрів розподілів випадкової величини.
Наприклад, якщо {\displaystyle X_{1},\ldots ,X_{n}} — це незалежні випадкові величини, з заданим нормальним розподілом {\displaystyle N(\mu ,1)}, то {\displaystyle \mu } буде середнім арифметичним результатів спостережень.
Задача статистичної оцінки формулюється так:
Нехай {\displaystyle \xi =(\xi _{1},\ldots ,\xi _{n})} — вибірка з генеральної сукупності з розподілом {\displaystyle F_{\xi }(x,\theta )}. Розподіл {\displaystyle F_{\xi }} має відому функціональну форму, але залежить від невідомого параметра {\displaystyle \theta }. Цей параметр може бути будь-якою точкою заданої параметричної множини {\displaystyle \Theta }. Використовуючи статистичну інформацію що міститься у вибірці {\displaystyle \xi } зробити висновки про справжнє значення параметра {\displaystyle \Theta }.